# Oevermiervogel
De oevermiervogel (Cercomacroides fuscicauda) is een zangvogel uit de familie Thamnophilidae (miervogels).

## Verspreiding en leefgebied
De soort komt voor in het zuiden van Colombia, oosten van Ecuador, oosten van Peru, noorden van Bolivia en amazonisch zuidwesten van Brazilië.